# 파스퇴르 연구소

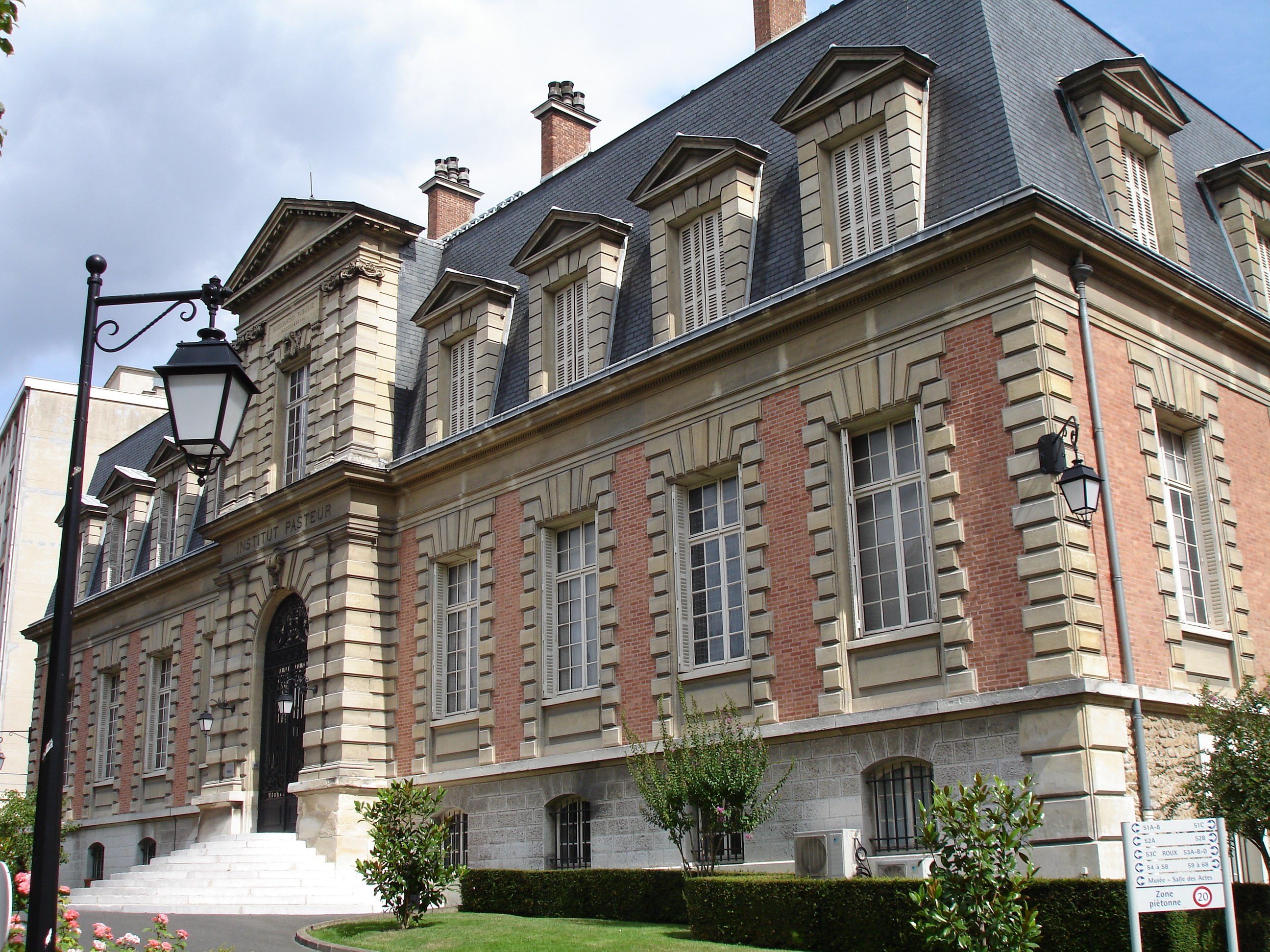
파스퇴르 연구소

파스퇴르 연구소(프랑스어: Institut Pasteur)는 생물학, 의학 연구를 실시하는 프랑스의 비영리 민간 연구 기관이다. 1887년 6월 4일 프랑스의 의학자인 루이 파스퇴르에 의해 설립되었으며 본부는 프랑스 파리에 있다.
미생물, 감염병, 백신 등에 관한 기초 연구, 응용 연구, 고등 교육을 담당한다. 1983년에는 프랑수아즈 바레시누시가 인간면역결핍 바이러스(HIV)를 분리한 것으로 유명하다. 그 외에 디프테리아, 파상풍, 결핵, 소아마비, 인플루엔자, 황열, 페스트 등에 관한 의학 연구를 진행하고 있다. 1908년 엘리 메치니코프가 노벨 생리학·의학상을 수상한 이래 8명의 파스퇴르 연구소 출신 의학자들이 노벨 생리학·의학상을 수상했다.
연구소 내에는 파스퇴르 박물관이 있다.